# Климовичі
Климовичі (біл. Клімавічы) — місто в Білорусі, адміністративний центр Климовицького району Могильовської області.
Населення міста в 2009 році становило 17 064 жителів. Климовичі розташовані за 124 км на схід від Могильова, на річці Калиниця.

## Історія
Уперше Климовичі згадані в історичних документах в 1581 році.
Повітове місто з 1777 року, герб місто отримало в 1781 році.
В 1924 році Климовичі стали адміністративним центром знову утворених Калінінського округу і Климовицького району.
Під час Німецько-радянської війни місто було окуповано німецькими військами й було звільнене у жовтні 1943 році.
Після аварії на Чорнобильській АЕС в 1986 році, місто потрапило у зону постраждалу від радіоактивного забруднення.

## Зображення

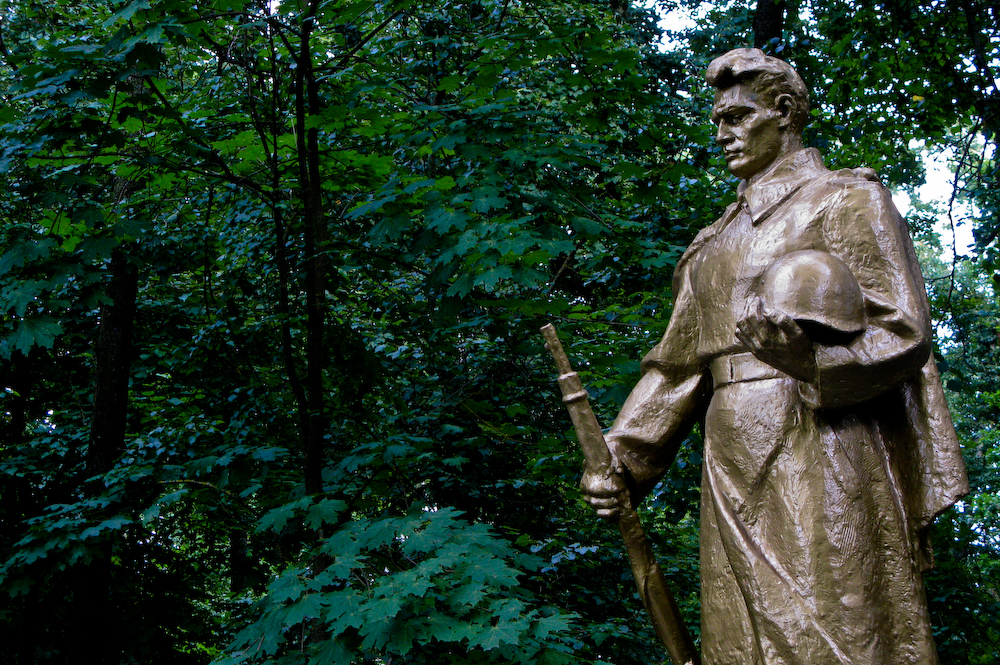
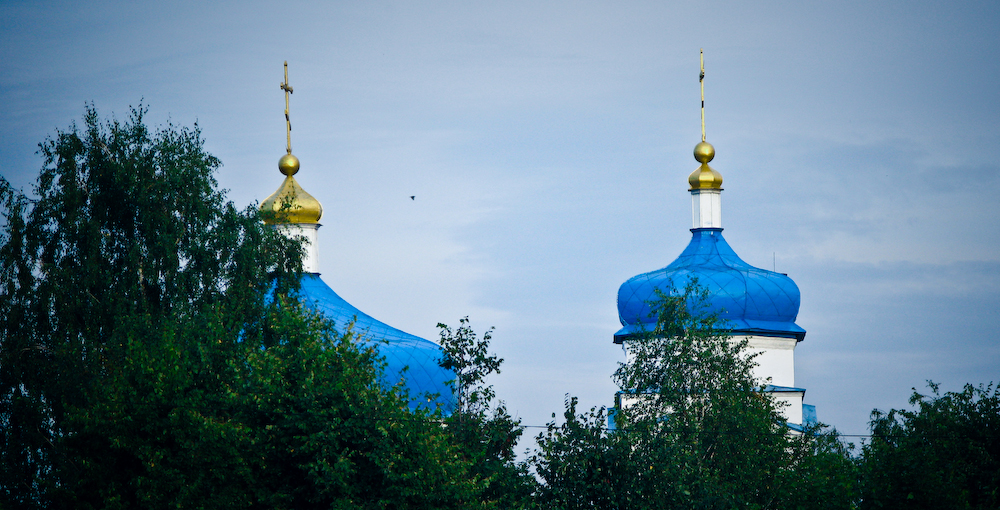
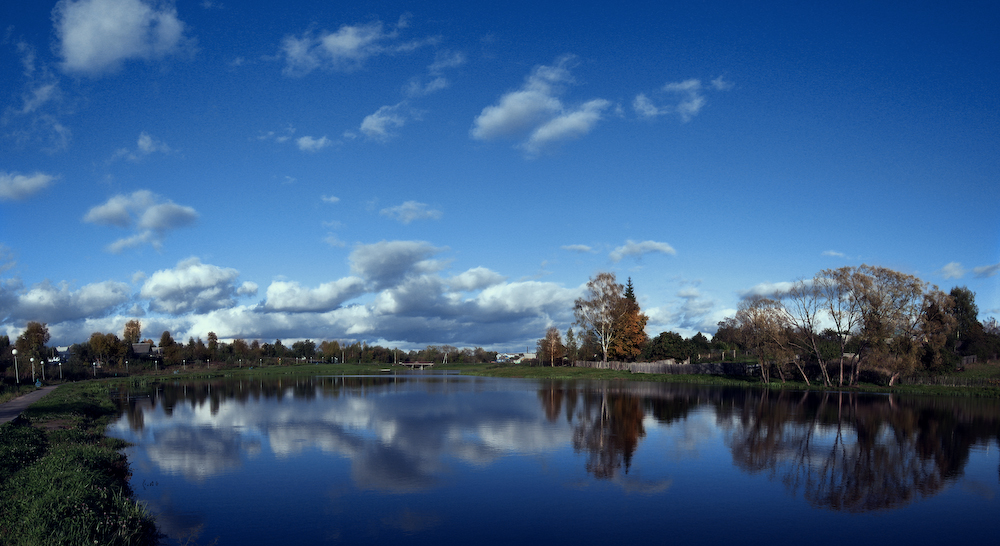

## Уродженці
- Морська Зінаїда Гнатівна (1884—1966) — російська драматична акторка
- Ніколаєв Іван Стефанович (1916—1945) — радянський військовий льотчик, Герой Радянського Союзу.

## Джерело
- Климовичі. Вандровка.(рос.)

| Білорусь | Це незавершена стаття з географії Білорусі. Ви можете допомогти проєкту, виправивши або дописавши її. |